# Saison 4 de Gomorra

Cet article présente les douze épisodes de la quatrième saison de la série télévisée italienne Gomorra.
Chronologie
Saison 3 Saison 5

## Généralités
- En Italie, la série est diffusée depuis le 29 mars 2019 sur Sky Atlantic (it), à raison de deux épisodes par semaine.
- En France, la série est diffusée à partir de juin 2019 sur la chaîne Canal+ ainsi que sur la plateforme myCANAL. Les épisodes sont disponibles en version sous-titrée sur cette plateforme 24 heures après la diffusion en Italie. La version française est disponible quelques semaines plus tard, compte tenu du temps nécessaire à l'adaptation et à l'enregistrement pour réaliser un doublage.

## Synopsis
La quatrième saison reprend juste après les tragiques événements de la fin de la saison 3 et le meurtre de Ciro (Marco D’Amore).
Un nouvel équilibre des pouvoirs se met désormais en place au sein de la Camorra napolitaine. Débarrassé de ses rivaux, Genny (Salvatore Esposito) règne sans partage sur le centre de Naples, tandis que Patrizia (Cristiana Dell'Anna) a les coudées franches pour mener son trafic. Cependant, les personnages ne seront pas à l’abri pour autant et devront faire face à de nouvelles menaces et à des ennemis impitoyables. Genny sera une nouvelle fois confronté à des choix difficiles, notamment pour protéger sa famille.
Le thème principal de cette nouvelle saison sera le « déplacement », si on en croit les propos de Salvatore Esposito pour Deadline. « Les personnages principaux seront obligés de se rendre dans des endroits inhabituels pour eux. […] C’est aussi la saison où il y aura plus de place pour les sentiments ».

## Distribution
- Salvatore Esposito (VF : Thierry Janssen) : Gennaro Savastano
- Cristiana Dell'Anna : Patrizia Santone
- Arturo Muselli : Enzo Villa, alias « Sangue Blu »
- Loris De Luna : Valerio Misano, alias « O' Vucabulà »
- Ivana Lotito : Azzurra Avitabile
- Luciano Giugliano : Micky Levante
- Andrea Di Maria : Elia Capaccio, alias « O' Diplomatico »
- Carlo Caracciolo : Ferdinando Capaccio, alias « O' Crezi »
- Nello Mascia : Don Aniello Pastore
- Gianni Parisi : Don Gerlando Levante
- Riccardo Ciccarelli : Nicola
- Gennaro Apicella  (VF : Frédéric Maltesse) : Ciccio Levante
- Antonio Gargiulo : Saro Levante
- Claudia Tranchese : Grazia Levante
- Autilia Ranieri : Benedetta Levante

## Tournage
Le tournage de la saison 4 de Gomorra a démarré mi-avril 2018 et a notamment eu lieu au Royaume-Uni, en plus de Naples et Bologne. La série nous fait par ailleurs découvrir la face cachée de Londres.

## Anecdote
Marco d’Amore, qui jouait Ciro dans les saisons précédentes, est passé derrière la caméra pour deux épisodes de cette quatrième saison (épisodes 5 et 6). Par ailleurs, il prépare aussi un film dérivé de la série intitulé L’Immortel - surnom de son personnage - qui racontera ses origines.

## Épisodes

### Épisode 1
Titre original
Les Larmes du Christ
Numéro de production
1 (4-01)
Première diffusion
- Italie : 29 mars
- France : 30 mars

Réalisation
Francesca Comencini
Résumé détaillé
Ciro est mort. Genny est tiraillé entre le chagrin causé par la mort de son ami et l'obligation de se défendre des frères Capaccio, décidés plus que jamais à le tuer une bonne fois pour toutes pour supprimer une possible menace, et gagner la domination de Naples qui les avait poussés à tuer ’o Stregone, le seul des Confédérés qui était favorable à l'accord de paix entre tous les clans. Pour cette raison, il se rend avec Patrizia chez Gerlando, un oncle maternel (le mari de la cousine de donna Imma), chef de la famille Levante, clan important de Villa Literno en province de Caserte lié à Cosa Nostra. Malgré le fait que Gerlando s'était éloigné de la famille Savastano par la volonté de Pietro Savastano, il est tout à fait disposé à venir en aide à son neveu envers qui il n'a aucune animosité. Dans cet objectif, la famille Levante apprend la localisation de Ferdinando Capaccio (’o Crezi) via des informateurs albanais, et lui lance un avertissement en faisant exploser une voiture piégée en pleine zone habitée tuant plusieurs personnes et blessant Ferdinando.
A ce moment, les Capaccio décident d'entrer en négociations et d'accepter le traité de paix de Genny et Enzo pour se répartir Naples en toute équité. Cet accord mène Enzo et les Capaccio à conserver le contrôle des zones centrale de Naples (respectivement Forcella et Maddalena) alors que Genny hérite de tout Secondigliano, et continuera à fournir la drogue à tout Naples, qui sera revendue au même prix dans chaque zone pour éviter toute forme de concurrence. De plus, après avoir annoncé céder tout son pouvoir sur Secondigliano à Patrizia (qui devient la boss du quartier), il tire sa révérence en annonçant sa retraite, en honorant la promesse faire à sa femme Azurra de cesser sa vie de boss mafieux une fois la paix obtenue. A la fin de l'épisode, il se rend avec Azzurra sur une piste d’atterrissage d'avion, en lui annonçant que leur nouveau futur commencerait ici.

### Épisode 2
Titre original
La Terre des feux
Numéro de production
2 (4-02)
Première diffusion
- Italie : 29 mars
- France : 30 mars

Réalisation
Francesca Comencini
Résumé détaillé
Un an plus tard, la vie de Genny a radicalement changé. Désormais il vit avec sa famille en dehors de Naples, et a investi dans un projet colossal qui prévoit la construction du plus grand aéroport de Campanie. Grâce à son vieil ami Michele Casillo devenu un important politicien, Genny fait la connaissance d'Alberto, un entrepreneur souhaitant collaborer avec lui épaulé par sa fidèle assistante Tiziana. Avec l'aide d'Alberto, Genny commence à acheter tous les terrains nécessaires à la construction du futur aéroport avant de présenter le projet de construction de ce dernier, afin de les obtenir à un prix défiant toute concurrence. Tout se déroule sans encombre, jusqu'à ce qu'Alberto communique qu'un seul homme s'oppose à la cession de son terrain, parce qu'il a connaissance du passé de Genny, à qui il ne veut pas donner satisfaction. Genny découvre que l'épouse de l'homme en question a un cancer du foie. Il tente donc de convaincre l'homme avec une offre à 300 000 € garantissant l'opportunité pour sa femme de pouvoir bénéficier d'une greffe de foie au Brésil au plus tôt. D'abord réticent, l'homme semble de plus en plus convaincu par l'idée. Mais avant d'avoir pu en informer Genny, il est violemment agressé en étant incité par l’agresseur à accepter les propositions qui lui sont faites. Cet événement a pour conséquence de le braquer à nouveau, et de lui faire rejeter en bloc toute proposition. Genny apprend que le commanditaire de cette action n'est autre qu'Alberto, et décide donc de lui délivrer un message pour lui faire comprendre que c'est lui qui est aux commandes : il lui fait parvenir un colis contenant les mains coupées de l'agresseur aux ordres d'Alberto. Par la suite, Genny se rend à nouveau chez le propriétaire du terrain, et l'informe qu'il a appris (via son oncle Gerlando) que le terrain en sa possession est pollué par des déchets. Le propriétaire avoue qu'il a accepté de les enfouir sur sa propriété contre une compensation financière, faisant de l'homme le responsable du cancer de sa femme. Genny lui propose donc une somme moindre pour le terrain, en menaçant de révéler les faits à la femme du propriétaire, obligeant ce dernier à accepter.
En parallèle, Genny doit continuer à lutter contre les fantômes de son passé, et sa réputation de mafieux : en effet, après avoir appris le refus de l'invitation à l'anniversaire de son fils par l'ensemble de ses camarades, il décide d'entrer dans l'école maternelle le jour dudit anniversaire avec des cadeaux pour l'ensemble des enfants et des animations, enfreignant ainsi le règlement de l'école, pour faire comprendre à tous que malgré le fait que son passé soit révolu, il peut toujours faire ce qu'il veut et demande le respect général.

### Épisode 3
Titre original
Respect
Numéro de production
3 (4-03)
Première diffusion
- Italie : 5 avril
- France :

Réalisation
Francesca Comencini
Résumé détaillé
Deux jeunes adolescents de Secondigliano effectuent un braquage dans une maison close. Ces derniers se font capturer par les hommes de main de Donna Patrizia, parce qu'ils ne peuvent pas opérer arbitrairement dans le territoire de Genny, confié récemment à elle. Après un châtiment physique, les deux jeunes obtiennent l'opportunité de travailler dans la vente de drogue, mais sont peu satisfaits par le salaire qui leur revient, ce à quoi Nicola, le bras droit de Patrizia, rétorque que c'est déjà très généreux au vu de leurs récentes actions. C'est également un bon moyen de les mettre à l'épreuve.
Patrizia se rend à Bologne où elle retrouve Michelangelo Levante, en cours d’acquisition d'une déchetterie à un entrepreneur local en difficulté économique. Afin de restaurer l'entreprise, en y diminuant les coûts, le membre de la Camorra décide de se débarrasser de grands volumes de déchets en les cachant dans du béton armé destiné à des grandes œuvres de travaux publics. Après avoir connu un ancien colocataire et une ancienne camarade d'université de Michelangelo, envers laquelle elle éprouve immédiatement un fort sentiment de jalousie, Patrizia passe une nuit d'amour avec lui.
Pendant ce temps, les deux jeunes de Secondigliano vont passer une soirée en boite de nuit, mais finissent rapidement la drogue en leur possession pour leur consommation personnelle, et pour des filles de leur âge rencontrées sur place. N'ayant pas d'argent pour en acheter d'autre, les deux garçons décident d'en voler à un homme de la zone de Enzo Sangue Blu, qui les prend sur le fait accompli mais décide de leur rendre leur liberté en dénonçant les faits à Patrizia. À son retour de Bologne, celle-ci se voit dans l'obligation de les exécuter pour leur manque de respect, et pour ne pas manquer aux accords de paix entre les différents clans de Naples.
Patrizia essaie de parler à son petit frère en se rendant au restaurant où il travaille mais se fait ignorer.

### Épisode 4
Titre original
Cash
Numéro de production
4 (4-04)
Première diffusion
- Italie : 5 avril
- France :

Réalisation
Francesca Comencini
Résumé détaillé
Genny et Alberto se rendent à Londres pour signer l'acquisition de Wimpro, société indispensable pour la réalisation de leur projet aéroportuaire se trouvant dans l'obligation de vendre la majeure partie de ses actions pour cause de crise. Pour pouvoir effectuer la transaction nécessaire à l'achat de la société, ils envoient des statues de la vierge Marie, en or massif mais d'apparence banales, dans la capitale britannique. Ces dernières, une fois sur place, sont traitées chimiquement pour enlever la couche de peinture qui les camouflait, et fondues en lingots d'or que Genny dépose dans un coffre-fort d'une banque londonienne. Alberto présente à Genny son amie londonienne de longue date, Leena, qui les assistera dans l’acquisition de l'entreprise avec l'aide de Patrick, considéré comme un génie de la finance. Pendant ce temps, Azzurra, la femme de Genny, arrive également à Londres, pour l'aider dans cette affaire si importante. L'acquisition est signée rapidement, et la transaction en lingots d'or est effectuée.
Très vite, Genny découvre via l'aide de l'un de ses collaborateurs que son acquisition ne figure nulle part dans les registres de la société, et que l'affaire est en réalité une escroquerie montée par Leena et Patrick pour dérober l'or de Genny et fuir avec à Singapour. Une fois au courant de la supercherie, il arrive à retracer Leena, qui sous la menace, révèle la localisation de l'or qui est stocké dans un entrepôt dont elle n'a pas les clefs. Genny et Gaetano (son collaborateur à Londres), se rendent au domicile de Patrick mais celui-ci est tué par Gaetano pendant sa tentative de fuite, ce qui permet à Genny de récupérer les clefs sur son cadavre et de s'en débarrasser.
Après avoir récupéré son or, il laisse croire à Leena que malgré les faits récents, elle est une bonne opératrice financière, et qu'il lui laissera la vie sauve si elle l'aide à conclure une affaire avec une autre entreprise londonienne. Ainsi, Leena aide Genny et Alberto qui rentrent à Naples une fois le contrat signé, mais se fait quand même tuer par Gaetano qui la renverse à plusieurs reprises avec sa voiture.

### Épisode 5
Titre original
Les Racines du mal
Numéro de production
5 (4-05)
Première diffusion
- Italie : 12 avril
- France :

Réalisation
Marco D’Amore
Résumé détaillé
La relation entre Patrizia et Michelangelo pousse ce dernier à présenter la reine de Secondigliano à sa famille. Néanmoins, le père de Michelangelo déclare clairement à Patrizia qu'il est opposé à ce que son fils continue de la fréquenter. Patrizia, vexée, rentre à Secondigliano.
Pendant ce temps, une grosse cargaison de drogue, qui avait été co-financée par la famille de Michelangelo et qui était destinée à toute l'alliance des clans de Patrizia, de Sangue Blu et des Capaccio est réquisitionnée lors d'une intervention policière sur le territoire de Patrizia. Cette dernière, réalisant la gravité de la situation, convoque une réunion lors de laquelle elle promet à ses alliés qu'elle mettrait à disposition de l'alliance une autre cargaison qu'elle prendrait intégralement en charge en un mois de délai. Néanmoins, les frères Capaccio, dont la seule activité est la vente de drogue, ne sont pas d'accord et demandent le remboursement de la somme qu'ils ont avancé en une semaine, pour pouvoir l'investir dans une cargaison provenant d'un autre fournisseur. Dépassée par les événements, la boss de Secondigliano se voit dans l'obligation de demander de l'aide à Genny qui accepte de lui prêter la somme, à condition qu'elle lui apporte le nom de la personne qui a collaboré avec la police à propos de la cargaison. Azzurra n'est pas d'accord avec la concession de son mari et communique son mécontentement à Patrizia au moment de la remise de la somme, en lui rappelant qu'elle est leur subordonnée.
Plus tard, Michelangelo retourne à Secondigliano et incite Patrizia à prendre position à ses côtés contre sa propre famille. Patrizia, ayant rendu l'argent aux frères Capaccio, se rend chez Michelangelo et communique au père de ce dernier le désir de rester avec son fils.

### Épisode 6
Titre original
Le Préféré
Numéro de production
6 (4-06)
Première diffusion
- Italie : 12 avril
- France :

Réalisation
Marco D’Amore
Résumé détaillé
Nicola veut savoir qui est derrière la saisie du chargement de drogue, avant que les soupçons ne tombent complètement sur lui. Grâce à un informateur, il apprend qu'une bonne partie de la drogue saisie est retournée dans la rue, décédée par un groupe de gangsters africains, à travers lequel il veut retrouver leur vendeur. Il arrive ensuite à Forcella pour informer Sangue Blu des nouvelles de la drogue saisie et lui demander de l'aider à retrouver un traître présumé au sein de leur alliance. Le patron de Forcella refuse, déclarant à Nicola que l'affaire ne le concerne pas. Valerio, cependant, pense différemment de son ami et lui rappelle qu'ils ne peuvent pas continuer à vendre des pilules aux adolescents. Enzo lui explique la raison de la décision prise, affirmant que Nicola prévoit tout cela afin de prendre le commandement de Secondigliano à la place de Patrizia.
Lors du rendez-vous avec Kevin, le contact africain, Nicola tombe dans une embuscade où il perd également son cousin Lino, tué par balle. Derrière l'embuscade se trouvent les frères Saro et Francesco Levante, qui exhortent Nicola à tuer Patrizia, jugé inadapté à ce rôle, et à prendre sa place de patron à Secondigliano. Si Nicola n'obéit pas, sa famille sera frappée et Patrizia devra croire qu'il est derrière la charge saisie.
Pendant ce temps, Patrizia parvient à parler avec Alessio, son frère, en dehors de l'endroit où elle travaille, l'informant de l'heureux événement qu'elle attend. Michel-Ange, quant à lui, apprend de sa sœur Grazia ce qui a été prévu jusqu'à présent par les deux autres frères, et parvient à arrêter Nicola, désormais obligé par ces derniers à assassiner Patrizia. Il l'emmène donc avec lui pour tout clarifier avec ses frères; il apprend d'eux que l'ordre de tuer sa femme vient du père. Michel-Ange, incapable d'aller contre sa famille, tue ainsi Nicola. Il informe d'abord  Patrizia de la mort de son lieutenant, lui infomant de son double-jeu, c'est-à-dire de son intention de prendre sa place à Secondigliano, puis il se rend auprès de son père pour l'informer de la future naissance de son fils. Gerlando, bien qu'il soit opposé à la relation avec Patrizia, lui donne sa bénédiction.

### Épisode 7
Titre original
Adieu, frère
Numéro de production
7 (4-07)
Première diffusion
- Italie : 19 avril
- France :

Réalisation
Enrico Rosati
Résumé détaillé
A Forcella, à la suite de la saisie du chargement, le mécontentement est général. Ne voulant plus attendre le nouveau chargement promis par Patrizia, avec les places de deal déjà bloquées depuis des jours, Sangue Blu et ses hommes tentent un braquage d'un camion de convoyeur de fond pour redémarrer leurs activités avec un nouveau fournisseur. L'embuscade se révèle être un fiasco, l'escorte de la camionnette répondant au feu et Sasà déclare que 'o Top Model perd la vie dans l'affrontement. Il était récemment marié et devenu père, et les tentatives faites par Sangue Blu , Valerio et les autres pour l'emmener aux urgences sont vaines.
Valerio essaie de prendre les choses en main et, en accord avec 'a Golia et le Cantonais, organise une réunion en secret avec la famille Capaccio pour mieux comprendre l'origine de la saisie de la cargaison. Il soupçonne depuis longtemps la vérité sur les doutes de Nicola à propos de quelqu'un dans leur Alliance, qui a l'intention de la faire exploser. Une fois les réponses obtenues, il rendra compte à Enzo. Pendant ce temps, il va voir  Rosa, la veuve de 'o Top Model pour lui présenter ses condoléances, avec Ronni et 'o Bellebuono. Par la suite, un feu d'artifice de Secondigliano avertit les jeunes de Forcella de l'arrivée d'un nouveau chargement, mais Enzo ne voit pas Valerio et commence à avoir des soupçons à son sujet. Ce dernier est au rendez-vous avec les Capaccio et suggère une nouvelle alliance entre Forcella, les deux frères (que Valerio soupçonne d'avoir quelque chose à voir avec l'histoire des drogues saisies il y a quelque temps), et ceux qui ont vraiment tout conçu pour faire éclater la trêve. Elia et Ferdinando disent oui, mais ils pensent que sa proposition n'est que pour prendre le commandement de Forcella à la place de Sangue Blu . Valerio rapporte ensuite ce qui ne s'est passé qu'à 'a Golia et justifie son absence devant Enzo en prétextant une visite à son père récemment sorti d'une crise cardiaque. Enzo ne fait pas confiance et va avec 'o Bellebuono à la résidence de son père, le trouvant en excellente santé, bien qu'il s'inquiète pour son fils partie depuis plus d'un an loin de chez lui. Il convoque ensuite 'a Golia et le Cantonais pour suivre Valerio comme une ombre, l'informant désormais de tout ce qu'il fait.
'o Vucabula s'entend avec 'o Crezi pour faire accélérer les choses concernant le pacte conclu lors de leur dernière rencontre mais ce dernier l'avertit qu'il va vers quelque chose qui le dépasse. Puis il prend rendez-vous en secret avec 'a Golia pour lui faire rapport de la nouvelle rencontre qu'il aura, la nuit suivante, avec les Capaccio. 'a Golia et le cantonais en informent Enzo et le patron de Forcella décide de ne plus faire confiance à Valerio. Avant l'entrevue tant attendue, Valerio se rend au port de son père, lui donnant une enveloppe, puis, accompagné de 'à Golia et du cantonais, il comprend la vérité, découverte précédemment par Nicola avant de mourir : Les Levante veulent faire la guerre à Secondigliano et faire exploser l'Alliance. Valerio réitère la proposition faite lors de la première rencontre avec la famille Capaccio, mais se fait tuer en traitre par 'a Golia , à la stupéfaction des personnes présentes: il avait un téléphone caché où il enregistrait la conversation, faisant semblant de trahir Enzo et Patrizia, mais dans le véritable but de tout leur rapporter grâce aux enregistrements.
'a Golia, propose un accord, cette fois réel, pour éliminer Sangue Blu et Patrizia, mais les Levante veulent le sortir avec le Cantonais, sans lui faire confiance. Elijah les dissuade, arguant l'intérêt d'avoir une taupe au sein du groupe de Forcella. Sangue Blu est informé de la mort de Valerio, 'a Golia ment, déclarant avoir tué Valerio parce que ce dernier avait tenté de s'échapper. Enfin, à la demande d'Enzo, le corps sans vie du jeune homme est abandonné dans le coffre d'une voiture devant la maison de son père.

### Épisode 8
Titre original
Vices cachés
Numéro de production
8 (4-08)
Première diffusion
- Italie : 19 avril
- France :

Réalisation
Enrico Rosati
Résumé détaillé
Un événement inattendu bloque les travaux sur les chantiers de construction du futur aéroport. Un groupe de squelettes est mis au jour lors des fouilles pour la construction du parking à plusieurs étages. Tiziana Palumbo, l'assistante d'Alberto Resta, s'assure du silence absolu des ouvriers présents sur le chantier, puis découvre que ces terres ont été utilisées pour l'élimination illégale de corps exhumés des cimetières locaux. Alberto ne voit pas le problème, pensant que les cadavres sont là depuis longtemps. Il propose de les soustraire de là où ils étaient et de continuer le travail, mais Tiziana n'est pas de cet avis, ne faisant pas confiance dans le silence gardé par les ouvriers, et propose plutôt de porter plainte contre des inconnus et de bloquer temporairement le chantier car le pouvoir judiciaire ouvrirait une enquête de quelque manière que ce soit.
Quelques jours plus tard, Alberto déclare sa position et celle de son consortium, qui finance les affaires de l'aéroport en tant que partie lésée, aux journalistes des diffuseurs locaux de Campanie. Genny assiste à l'interview de chez lui, puis se rend avec Azzurra à la fête scolaire de son fils. Il y a rencontré le magistrat Walter Ruggieri, père d'un des camarades de maternelle du petit Pietro, déjà au courant de ses antécédents criminels et de ceux de sa famille. Les deux ont en commun la relation houleuse avec leurs pères.
Alberto est convoqué par un ami, Ferdinando, qui l'informe que des enquêtes sur le blanchiment d'argent ont commencé contre lui. Le procureur tente de comprendre comment l'homme d'affaires, déjà accablé de dettes, a trouvé tout l'argent, en si peu de temps pour la construction de l'aéroport. Il lui conseille donc de tout laisser tomber et d'avouer au procureur le nom de qui se cache vraiment derrière le projet. Alberto doit rembourser toutes les dettes impayées, sinon la banque engagera une procédure de mise en faillite contre lui. Il demande l'aide de Genny qui, à travers le consortium de trois sociétés étrangères, lui donnera le montant pour rembourser la dette. Après avoir rencontré le magistrat, Genny s'assure qu'il n'y a pas de mouchards à l'intérieur de sa maison, ce qui fait que tout est en ordre.
Entre-temps, Patrizia se marie avec Michelangelo. Elle peut compter sur l'aide de Grazia, et il semble que les différends avec Gerlando et sa femme soient réglés. Genny prend le temps de venir lui souhaiter bonne chance et lui offre un cadeau avant que la femme ne monte à l'autel: dorénavant, elle est la patronne absolue de Secondigliano, et tout ce qu'elle gagnera de la place, désormais, est à elle.
Le magistrat Ruggieri convoque Alberto, pour clarifier certains doutes sur trois sociétés, avec des bureaux au Panama, en Angleterre et au Luxembourg, avec lesquels il travaille en tant que consultant, trouvant les revenus pour régler ses dettes auprès des banques. L'entrepreneur nie tout en arguant du contraire, c'est-à-dire qu'il est créancier de ces entreprises, sollicitant leurs paiements et couvrant ensuite les dettes qu'il avait avec les banques. Après l'entretien au parquet, il demande à Tiziana si tous les paiements qu'elle a traités depuis le début du projet d'aéroport ont été effectués avec succès, puis lui avoue l'entretien avec le magistrat. Tiziana rencontre ensuite Gennarro et exprime ses doutes, soupçonnant que lors de futures réunions avec le pouvoir judiciaire, il pourra tout avouer et révéler son nom.
Genny et Alberto se rencontrent sur la côte sur un futur projet pour planifier ensemble un nouvel achat d'entreprise. Les deux prennent ensuite congé, et Alberto reprend le volant de sa voiture, mais se rend compte trop tard que les freins ont été sabotés et meurt en tombant d'un ravin.

### Épisode 9
Titre original
Dernières volontés
Numéro de production
9 (4-09)
Première diffusion
- Italie : 26 avril
- France :

Réalisation
Ciro Visco
Résumé détaillé
L'épisode s'ouvre sur une scène montrant Gennaro dans un cimetière. On le voit s'approcher du portrait d'Alberto Resta, et cracher dessus. Alors que Genny quitte les lieux, on peut apercevoir un nom écrit sur la pierre tombale "Valerio Misano".
Les frères Capaccio veulent conquérir Forcella et grâce à une astuce de a' Golia , o'Crezi rassemble ses hommes et déclenche une guerre en volant aux jeunes de la région tous les stocks de drogue cachés dans leurs quartiers. Enzo veut se venger, mais il se rend d'abord avec Ronni à Secondigliano pour demander à Patrizia son soutien. celle-ci refuse de l'aider, réaffirmant la neutralité de son quartier vis-à-vis des affaires du centre de Naples. Avant de prendre congé, Blue Blood l' avertit que tôt ou tard son problème pourrait devenir le sien.
a' Golia rencontre secrètement la famille Capaccio pour décider de la stratégie à adopter pour mettre définitivement à terre la bande de Forcella. Enzo rassemble ses hommes et se dirige vers un centre de massage chinois dans le but de se descendre 'o Crezi , qui se rend habituellement à cet endroit au moins une fois par semaine. Mais l'embuscade échoue et Enzo perd d'autres hommes. Ferdinando Capaccio, cependant, ne parvient à éliminer Sangue Blu , malgré l'aide en cachette de a' Golia . Ce dernier retrouve ensuite les Capaccio qui lui donnent carte blanche pour trouver une autre méthode pour pouvoir se débarrasser d'Enzo et ses hommes.
Genny est au courant de la guerre en cours à travers les informations provenant d'un journal local, et à la veille de la réouverture des chantiers, il promeut Tiziana comme nouveau PDG en lieu de feu Alberto Resta. Il réfléchit ensuite pour enlever, par une opération de chirurgie esthétique, la cicatrice sur son visage et le tatouage du cou remontant à la période où il avait vécu au Honduras, pour oublier son passé une fois pour toutes, mais y renonce ensuite.
Sangue Blu perd de plus en plus de son autorité, mais une visite inattendue renversera la situation en sa faveur : le père de Valerio est présent à Forcella et lui remet une enveloppe avec la lettre que son fils avait demandé de remettre à Enzo au cas où quelque chose lui arriverait. Avant de partir, il rappelle au patron de Forcella comment celui-ci et ses amis étaient devenus comme une famille pour Valerio. En organisant quoi faire avec ses hommes, Enzo fait savoir qu'il doit rencontrer un de ses contacts qui peut lui procurer de la drogue. Lors de cette réunion, il aimerait y aller seul, afin de ne pas mettre en danger la vie d'autrui, mais a' Golia insiste pour l'accompagner. Enzo accepte et a'Golia le trahit pour la énième fois en faisant connaître à Ferdinando Capaccio le lieu du rendez-vous. Une fois sur place, Enzo semble désarconné car, en plus de 'o Crezi , qui se tient devant lui, a' Golia braque une arme sur lui par derrière, jetant le masque et lui montrant sa véritable intention. Mais Sangue Blu, grâce à la lettre de son ami disparu, à travers laquelle il avait découvert l'identité des vrais traîtres, avait organisé une fausse réunion afin de faire tomber ses ennemis dans un piège. Sur place, en effet, les fidèles d'Enzo s'étaient déjà précipités pour tuer les hommes d' 'O Crezi et capturer ce dernier . Ronni tue a' Golia. Le patron de Forcella emmène o'Crezi dans une cache, le pend avec une corde aux poignets pour le torturer, afin de terminer le travail que Valerio avait commencé: obtenir le nom de qui a fait exploser l'Alliance pour déclencher la guerre en cours. Ferdinando, cependant, ne dit pas un mot.
Elia est en colère et avertit les deux autres traitres de Forcella, il cantonese et MMA, de ramener son frère vivant s'ils ne veulent pas mourir. Ceux-ci, ainsi que les hommes ’o Diplomato , tendent une embuscade à 'o Bellebuono pour savoir où se trouve Sangue Blue. Ce dernier avait récemment quitté Enzo et les autres pour courir à l'hôpital où Anna, sa femme, vient de donner naissance à son fils. Il cantonese lui explique la raison de son choix d'aller avec la famille Capaccio, c'est-à-dire de ne pas voir d'autres personnes mourir après la perte de 'o Top Model ' et 'o Bellebuono, ayant reçu un appel téléphonique d'Enzo, lui fait comprendre à travers un langage crypté de s'échapper.
Le patron de Forcella retourne à Secondigliano voir Patrizia avec un 'o Crezi torturé qui lui révèle également le nom de ceux qui sont à l'origine de leurs derniers malheurs: les Levante. Ils veulent conquérir Secondigliano, et ils ont utilisé la famille Capaccio pour prendre Forcella. Nicola et Valerio n'étaient donc pas des traitres. Sangue Blu refroidit 'o Crezi de plusieurs coups de feu.
Patrizia est désormais face à un dilemme: céder au patriarcat des Levante, ou soutenir les jeunes de Forcella et participer à la guerre déjà en cours.

### Épisode 10
Titre original
Abus de pouvoir
Numéro de production
10 (4-10)
Première diffusion
- Italie : 26 avril
- France :

Réalisation
Ciro Visco
Résumé détaillé
Patrizia décide de la position à adopter après avoir pris connaissance du complot contre elle. Michelangelo, son mari, dîne avec ses proches. Avant de s'asseoir à table, il est placé devant une décision difficile du père: convaincre sa femme de lui donner tout le commandement de Secondigliano et se cantonner seulement à un rôle de mère, pour ne pas se retrouver bientôt veuve. Genny apprend également, à travers Patrizia, des ambitions du clan Levante et lui reproche de ne pas avoir été assez prudente à qui faire confiance, ce qu'il lui avait recommandé le jour où il l'avait accompagnée à l'autel. Patrizia lui confie qu'elle conservera ce qui lui appartient.
Sangue Blu rencontre secrètement 'o Bellebuono à Forcella pour lui demander de rassembler ses hommes les plus fidèles à Secondigliano, où il vit caché dans un petit appartement que Patrizia lui a laissé, avec sa fiancée Maria. 'o Diplomato le cherche partout depuis la mort de son frère et il ne peut plus retourner dans son territoire. Après le dîner, Michelangelo retrouve sa femme, qui a pris une décision définitive en son absence: elle lui donne Secondigliano afin de se consacrer à sa tâche de mère à plein temps de la petite Bianca. C'est en effet le nom que Patrizia donnera à sa fille à sa naissance, du même nom que sa mère.
Quelques jours plus tard, la jeune patronne montre à son mari toute l'organisation de ses places de deal et le présente à ses subordonnés. Michelangelo se rend ensuite dans les carrières pour rencontrer son père, annonçant la décision prise par sa femme. Gerlando est satisfait. Il reçoit ensuite une note de son fils sur l'intention d'éliminer Blue Blood , qui se retrouve entre-temps au milieu de la nuit, sur le toit d'un immeuble, avec ses hommes les plus dévoués, pour prendre les mesures à prendre contre les Levante.
Francesco Levante rassemble ses hommes pour éliminer Enzo dans son petit appartement à Secondigliano, mais tombe dans un piège et l'embuscade échoue, perdant ses hommes. Il parvient à se sauver, comme son frère Saro qui, lors d'une fusillade, se cache avec Evelina, une jeune entrepreneure de mode avec laquelle il entretenait depuis longtemps non seulement des relations d'affaires, mais aussi des relations extraconjugales. Même sort pour Sangue Blu et Ronni qui ne trouvent pas Gerlando. Le patron est alerté par une sonnerie de téléphone et s'enfuit à toutes jambes. Ses hommes partent à la poursuite des deux jeunes hommes qui parviennent cependant à passer sur les voies d'un passage à niveau malgré le passage d'un train, ce qui favorise leur fuite.
Devant le caveau familial, Genny rencontre certains de ses anciens hommes de son clan. Il revoit Fernando, autrefois très dévoué à Ciro Di Marzio lors de la scission de l'ancien clan de Don Pietro pour la conquête de Secondigliano. Puis il rencontre d'autres personnes, qui se réfèrent à un mystérieux criminel connu sous le nom de 'o Mistral . Cependant, en raison d'un événement inattendu, le patron ne peut pas se présenter à la réunion. Genny comprend bien son choix et explique la décision à ses subordonnés et à son nouvel allié de ce qu'il prévoit : reprendre son ancien rôle pour récupérer Secondigliano.

### Épisode 11
Titre original
La Femme à abattre
Numéro de production
11 (4-11)
Première diffusion
- Italie : 3 mai
- France :

Réalisation
Claudio Cupellini
Résumé détaillé
Michelangelo se rend chez ses parents, qui ont réussi à échapper à l'attaque organisée par Sangue Blu. Ses frères, Saro et Francesco Levante, soupçonnent que derrière l'attaque il y avait un accord secret entre lui, Patrizia et l'ancien patron de Forcella. Mickey nie et son père Gerlando appelle au calme et à la prudence et ordonne à son fils de rester vigilant, pour lui et pour le reste de la famille.
La mauvaise humeur persiste également entre Enzo et Patrizia en raison de l'embuscade ratée contre les Levante. Sangue Blu soupçonne que l'attaque n'a pas réussi à  cause de l'espionnage de tiers ou un "ange gardien" et insiste pour réessayer. Patrizia promet également de se venger, mais décide que ce n'est pas le moment: elle dit qu'ils vont réessayer, mais maintenant il faut attendre que les choses se calment. Elle invite ensuite fortement Enzo et ses hommes à quitter le refuge qui leur avait été offert à Secondigliano, devenu précaire et qui aurait pu facilement attirer les Levante et les Capaccio. Michelangelo rapporte à Patrizia la rencontre avec sa famille et l'avertit: les Levante la soupçonnent d'avoir organisé l'embuscade avec Sangue Blu.
Le lendemain, tandis que Michelangelo, Patrizia et ’o Ghepardo ou se consacrent à leurs visites des places de trafic de Secondigliano, une voiture suspecte commence à les suivre. Mickey le remarque et demande à 'o Ghepardo de changer de direction et d'attendre. Puis, s'assurant que la voiture les suit, il lui ordonne de rentrer chez lui. Patrizia, cependant, afin d'affirmer son autorité, ordonne avec colère à 'o Ghepardo de continuer les visites dans les places de deal. La voiture suiveuse change de direction pendant un certain temps, puis réapparaît au dépôt où le clan reçoit habituellelement ses cargaisons. Mickey le remarque à nouveau et le soir, il a la confirmation que le véhicule a été envoyé par son père Gerlando. Ce dernier justifie le geste par précaution contre Mickey et le reste de la famille, qui vient de survivre à trois attaques des jeunes de Forcella. Michelangelo demande à sa famille de lui faire confiance et garantit ce qui se passe à Secondigliano. Il retourne ensuite chez sa femme et, après avoir appris qu'un chargement de drogue arrivera le lendemain, propose d'aller le chercher à la place de Patrizia, craignant - à juste titre - pour la sécurité de celle-ci et du bébé qu'elle porte. Il propose également de fuir vers la Suisse, en s'appuyant sur un gros compte bancaire qu'il possède à Lugano. Patrizia refuse sèchement la proposition, réitérant que sa maison est à Secondigliano et qu'elle veut se battre pour son territoire jusqu'à sa mort.
La nuit avant l'arrivée du chargement de drogue, une escouade d'hommes des Levante, passant par un réseau d'égouts, a placé des charges d'explosifs de carrière à l'intérieur de l'entrepôt où le chargement de drogue doit être livré. Pendant ce temps, Michelangelo est appelé par son père, qui l'invite à se rendre à Bologne pour une affaire urgente. Il devra partir le lendemain, le jour de la livraison de la cargaison. Michelangelo comprend que son père complote quelque chose et propose de résoudre le problème par téléphone, mais Gerlando lui fait comprendre qu'il n'a pas d'alternative et qu'il lui a déjà pardonné trop de fois.
Le lendemain, Saro et Francesco s'installent sur le toit d'un immeuble en face de l'entrepôt où arrivera le chargement de drogue et attendent l'arrivée de Patrizia pour faire exploser la charge explosive. Mais un raid soudain des forces de l'ordre met leur plan en miette et sauve Patrizia, qui est pourtant arrêtée avec tous ses hommes.
Genny est informé de l'arrestation de Fernando. Azzurra apprend également le raid et craint que Patrizia ne parle en prison, mettant Gennaro et leurs affaires en danger à l'aéroport. Genny promet qu'il recherchera un bon avocat afin de faire sortir Patrizia rapidement - qui, soit dit en passant, a un casier vierge - avant qu'elle puisse parler aux autorités judiciaires.
En prison, Patrizia est convoquée à un interrogatoire au milieu de la nuit par le magistrat Walter Ruggieri et apprend, certes incrédule, que son mari est à l'origine de la dénonciation. Pour la sauver, en effet, Michelangelo, ayant compris immédiatement les plans de son père, a préféré prévenir la police, car en prison Patrizia sera plus en sécurité qu'à Secondigliano. Le magistrat Ruggieri informe Patrizia que des charges explosives ont été découvertes dans le dépôt et que Patrizia, sans l'intervention de la police, aurait rencontré une mort certaine. Ruggieri promet qu'en cas de déposition, il la relâchera immédiatement, lui fournira une escorte et une nouvelle maison où elle pourra planifier une nouvelle vie avec son mari et sa fille. Patrizia refuse cependant de coopérer.
Lors de l'entretien avec les prisonniers, Patrizia réprimande sévèrement son mari pour la plainte portée contre lui, mais Michelangelo lui dit qu'il n'avait pas d'autre solution et qu'il l'a fait pour le bien de sa famille et de la fille qu'elle porte. Il avertit ensuite sa femme que les Levante tenteront de l'éliminer à l'intérieur même des murs de la prison. Il l'invite donc à témoigner et à collaborer avec le magistrat Ruggeri.
Fernando révèle les dernières nouvelles à Genny, reçues par ses informateurs en prison; il signale en particulier que Patrizia est en conversation avec Ruggieri depuis plus d'une heure. Le patron a confiance dans le silence de Patrizia mais Fernando craint que le magistrat ne réussisse à la faire parler. Genny ordonne d'envoyer un message de soutien à Patrizia en prison. Il a toujours confiance en elle, mais continue de recevoir des pressions d'Azzurra qui, au contraire de Gennaro, craignant de finalement accepter de collaborer avec la justice, estime que la seule solution est de l'éliminer.
L'épouse de Gerlando convainc une employée de la cantine de la prison de cacher un objet pointu à l'intérieur de la soupe, pour être remis à une détenue qu'elle a précédemment corrompue, dans le but de tuer Patrizia. La meurtrière est cependant trahie par sa complice et Patrizia, informée par cette dernière, se débarrasse facilement de son agresseur. Dans la colère et l'excitation qui déferlent en battant la détenue qui voulait l'attaquer, Patrizia a une hémorragie et est transportée d'urgence à l'hôpital.

### Épisode 12
Titre original
Ne se fier à personne
Numéro de production
12 (4-12)
Première diffusion
- Italie : 3 mai
- France :

Réalisation
Claudio Cupellini
Résumé détaillé
Patrizia s'est remise de son hémorragie et, lors du retour à la maison d'arrêt, l'agent d'escorte la convainct de parler devant Ruggeri. Fernando informe Genny des dernières nouvelles concernant Patrizia, qui ne veut plus rester derrière les barreaux, en particulier après la dernière embuscade des Levante et lui fournit un avocat qui la fera sortir de prison avant qu'elle puisse témoigner. Genny informe sa femme de ce qu'il a en tête de libérer Patrizia, mais Azzurra ne suffit pas: elle veut sa mort.
En conversation avec Ruggeri, Patrizia est claire: elle parlera, mais seulement si elle a la certitude de ne jamais retourner en prison. Il le remet à sa place, lui disant que les délais et les procédures de la loi doivent être respectés et qu'il faudra 120 jours pour vérifier si ses dépositions sont vraies. Ruggeri suggère également qu'elle choisisse de faire une déclaration spontanée, qui pourrait lui permettre d'obtenir une peine réduite. Grâce à lui, en fait, elle peut entrer dans un programme de protection des témoins. Patrizia accepte et est emmenée dans un endroit sûr où elle parle avec Ruggeri et l'avocat qui lui a été assigné. Le magistrat est perplexe: il ne comprend pas pourquoi une demande de protection n'a pas été faite même pour Michelangelo, son mari. Sa réponse est lapidaire: il devra d'abord choisir entre elle et son autre famille et c'est un choix qui n'appartient qu'à lui. Puis elle commence à parler: après avoir avoué qu'elle a tué personnellement Scianel, elle poursuit en parlant des Levante et de leurs activités. Mais Ruggeri en veut beaucoup plus: il recherche des informations sur Genny Savastano pour pouvoir l'arrêter et, du moins pour le moment, Patrizia montre une certaine réticence à en parler.
Pendant ce temps, ce dernier va parler à son oncle Gerlando : Patrizia collabore, elle ne parle pas, mais il faut la libérer et il faut savoir où elle est. Don Gerlando refuse d'aider son neveu, à cause de la haine qu'il a toujours eue pour sa belle-fille. Gennaro, cependant, le presse, lui disant que c'est aussi son problème. Par conséquent, il comprend pourquoi son père n'a jamais voulu s'occuper de cette famille: en donnant un doigt, il s'est presque retrouvé sans main. Don Gerlando se met à hurler, affirmant que Don Pietro aura également eu de nombreux défauts, mais qu'il a été capable de comprendre les choses, alors que Genny ne l'a clairement pas compris et Don Pietro le savait aussi bien. Genny rappelle que son père l'a toujours sous-estimé.
De retour à Naples, Genny reçoit enfin de bonnes nouvelles: 'o Maestrale est heureux de l'aider, donc ses hommes sont complètement disponibles. Dans les bureaux du consortium, Tiziana jure qu'elle lui est toujours fidèle: maintenant son rêve est entre ses mains, mais elle ne devra jamais le décevoir.
Pour se distraire un peu, Genny emmène sa femme dîner. Sur la terrasse d'un restaurant, face au golfe, il devient plus poétique que d'habitude et lui confie qu'il a tout fait pour essayer d'être un mari et un père à la hauteur, aussi pour honorer la mémoire et le sacrifice de son ami fraternel Ciro. Il a essayé de changer de vie, mais à l'intérieur, il a toujours ressenti "une bataille", l'appel du passé. Azzurra est fier de ne pas avoir écouté cette voix; cependant, même s'il ne dit rien, il sait très bien que ce n'est pas le cas. Le poison qui coule dans ses veines a gagné. Il promet d'accomplir tout ce qu'il a fait jusqu'à présent pour le bien de son fils. De retour à la maison tard dans la nuit, après avoir vu une dernière fois son fils dormir paisiblement dans le lit et sa femme, Genny attrape un petit sac et part furtivement.
Il rencontre Elia Capaccio, en deuil de son frère. À celui-ci-ci, il dit que Patrizia lui a demandé de l'aider à s'échapper, mais que seul il ne peut pas le faire, c'est pourquoi il a contacté Elia, qui sera récompensé en lui faisant savoir l'endroit où Enzo se cache. Mais d'abord, nous devons savoir où Patrizia a été amené. Seul son mari est en mesure de le faire et, précisément, Genny demande à Elia de lui amener Michelangelo.
Enzo, resté caché jusqu'à ce moment, rencontre 'o cantonese , qui, se sentant coupable, a décidé de l'avertir que ' o diplomato sait maintenant où se trouve leur cachette. Blue Blood saute immédiatement en selle, derrière Ronni et des frondes de Maria. Mais il arrive trop tard: Maria et deux autres loyalistes ont déjà été retrouvés par Elia et assassinés. Enzo perd ainsi sa petite amie et est dévasté par la douleur. Ronni doit l'emmener de force.
Mickey rencontre sa famille pour déjeuner dans un restaurant. Saro ne perd pas de temps, supportant la décision d'arrêter sa femme afin de ne pas la laisser mourir par la main. Avant de quitter la table, il grogne au visage que maintenant il n'est plus rien pour eux. Ciccio le suit. Michelangelo s'en va également, faisant comprendre à la famille avec laquelle il a décidé de prendre parti.
Patrizia apprend que Mickey a décidé de collaborer: dès que sa déposition sera enregistrée, ils recevront leur nouvelle identité et seront emmenés dans leur nouvelle résidence. En attendant, Don Gerlando est dans la voiture avec sa femme et sa fille. Furieux, il est déterminé à vouloir tuer sa belle-fille avec ses mains, mais sa voiture et celle de l'escorte se retrouvent bloquées à une intersection par un tracteur avec une remorque. Des hommes armés de mitrailleuses font irruption dans la rue et commencent à tirer: une tempête de feu frappe les deux voitures et seule Grazia, à l'abri sous l'une des voitures, est sauvée du carnage, mais uniquement parce que Genny lui-même a décidé de la sauver pour lui confier une tâche très important: annoncer son retour à ses frères.
Patrizia et Michelangelo sont de nouveau ensemble. Elle se retient d'abord, puis le serre dans ses bras. Les hommes de l'escorte, quant à eux, prennent le relais de leurs collègues. Le soir, Fernando, avec un autre homme, fait irruption dans la pièce, tue les policiers et récupère Mickey et Patrizia dans une voiture.
En arrivant à l'aéroport, sur la piste, Patrizia remercie Gennaro, qui les attend près d'un avion privé qui les éloignera de là. Mickey monte, escorté par le porte-parole de 'o Maestrale. Genny et Patrizia restent seuls, pour une confrontation finale avant de se séparer. Le patron lui montre la réalisation de son rêve, celui de l'aéroport, puis lui annonce le retour de ce qu'il était avant de devenir homme d'affaires. Il veut compter ses amis et ses ennemis et il veut compenser les erreurs commises. Avec Gerlando à l'écart, le juge Walter Ruggeri est le suivant. Genny veut savoir de Patrizia ce qu'elle a dit au magistrat: elle répond qu'elle n'a parlé que d'elle-même, sans ouvrir la bouche pour son compte. Mais il ne la croit pas. Patrizia, presque offensée, remarque qu'elle ne l'a jamais trahi et qu'il le sait au fond de lui. À ce stade, Genny rappelle à Patrizia quand il lui a dit qu'il ne devait faire confiance à personne, ajoutant cependant qu'il ne pouvait même pas se faire confiance. Alors que survient un coup de théatre : tout à coup un coup de pistolet part de l'avion privé: c'est le lieutenant de 'o Mistral qui a tué Mickey. Patrizia, dont le visage porte un masque de terreur et d'incrédulité, comprend immédiatement que c'est maintenant son tour. Genny jaillit une arme, la pointe vers elle et lui tire deux coups de feu à bout portant, puis l'achève une dernière fois au sol.
Dès lors, Genny va jusqu'à ne plus faire confiance en personne. Mené par le lieutenant de 'o Maestrale, il atteint désormais ce qui deviendra sa cachette. Sous terre, dans un trou qui ressemble plus à un tombeau qu'à une pièce, il se cache.